# Copenaghen Open 2002 - Qualificazioni singolare
Le qualificazioni del singolare  del Copenaghen Open 2002 sono state un torneo di tennis preliminare per accedere alla fase finale della manifestazione. I vincitori dell'ultimo turno sono entrati di diritto nel tabellone principale. In caso di ritiro di uno o più giocatori aventi diritto a questi sono subentrati i lucky loser, ossia i giocatori che hanno perso nell'ultimo turno ma che avevano una classifica più alta rispetto agli altri partecipanti che avevano comunque perso nel turno finale.
Le qualificazioni del torneo Copenaghen Open 2002 prevedevano 32 partecipanti di cui 4 sono entrati nel tabellone principale.

## Teste di serie
1. Stefano Galvani (Qualificato)
2. Neville Godwin (Qualificato)
3. Jurij Ščukin (secondo turno)
4. Vasilīs Mazarakīs (primo turno)

1. Noam Behr (primo turno)
2. Victor Hănescu (ultimo turno)
3. Bjorn Rehnquist (primo turno)
4. Fredrik Jonsson (secondo turno)

## Qualificati
1. Stefano Galvani
2. Neville Godwin

1. Denis Gremelmayr
2. Radek Štěpánek

## Tabellone

### Legenda
| - Q = Qualificato - WC = Wild card - LL = Lucky loser | - ALT = Alternate - SE = Special Exempt - PR = Protected Ranking | - w/o = Walkover - r = Ritirato - d = Squalificato |

### Sezione 1
|  | Primo turno     | Primo turno     | Primo turno     | Primo turno | Primo turno |  |  | Secondo turno | Secondo turno   | Secondo turno   | Secondo turno   | Secondo turno |   |   | Ultimo turno | Ultimo turno    | Ultimo turno | Ultimo turno | Ultimo turno |  |
|  |                 |                 |                 |             |             |  |  |               |                 |                 |                 |               |   |   |              |                 |              |              |              |  |
|  | 1               | Stefano Galvani | Stefano Galvani | 7           | 6           |  |  |               |                 |                 |                 |               |   |   |              |                 |              |              |              |  |
|  |                 | Kalle Flygt     | Kalle Flygt     | 6(1)        | 3           |  |  | 1             | Stefano Galvani | 6               | 3               | 6             |   |   |              |                 |              |              |              |  |
|  | Leonardo Azzaro | Leonardo Azzaro | Leonardo Azzaro | 6           | 6           |  |  |               | Leonardo Azzaro | 4               | 6               | 4             |   |   |              |                 |              |              |              |  |
|  | Andrew Florent  | Andrew Florent  | Andrew Florent  | 2           | 2           |  |  |               |                 |                 |                 |               |   |   | 1            | Stefano Galvani | 6            | 3            | 6            |  |
|  | Alexander Waske | Alexander Waske | 7               | 3           | 6           |  |  |               |                 |                 | Alexander Waske | 4             | 6 | 3 |              |                 |              |              |              |  |
|  | Mads Gottlieb   | Mads Gottlieb   | 6(1)            | 6           | 4           |  |  |               | Alexander Waske | Alexander Waske | 6               | 6             |   |   |              |                 |              |              |              |  |
|  | 8               | Fredrik Jonsson | Fredrik Jonsson | 6           | 6           |  |  | 8             | Fredrik Jonsson | Fredrik Jonsson | 4               | 0             |   |   |              |                 |              |              |              |  |
|  |                 | Morgan Thempler | Morgan Thempler | 3           | 4           |  |  |               |                 |                 |                 |               |   |   |              |                 |              |              |              |  |

### Sezione 2
|  | Primo turno       | Primo turno       | Primo turno       | Primo turno | Primo turno |  |  | Secondo turno | Secondo turno     | Secondo turno     | Secondo turno  | Secondo turno  |   |   | Ultimo turno | Ultimo turno   | Ultimo turno   | Ultimo turno | Ultimo turno |  |
|  |                   |                   |                   |             |             |  |  |               |                   |                   |                |                |   |   |              |                |                |              |              |  |
|  | 2                 | Neville Godwin    | Neville Godwin    | 6           | 7           |  |  |               |                   |                   |                |                |   |   |              |                |                |              |              |  |
|  |                   | Mattias Hellstrom | Mattias Hellstrom | 2           | 6           |  |  | 2             | Neville Godwin    | Neville Godwin    | 6              | 6              |   |   |              |                |                |              |              |  |
|  | Michael Rasmussen | Michael Rasmussen | 2                 | 6           | 6           |  |  |               | Michael Rasmussen | Michael Rasmussen | 1              | 3              |   |   |              |                |                |              |              |  |
|  | Morten Schultz    | Morten Schultz    | 6                 | 3           | 4           |  |  |               |                   |                   |                |                |   |   | 2            | Neville Godwin | Neville Godwin | 6            | 6            |  |
|  | Frederik Nielsen  | Frederik Nielsen  | 6                 | 5           | 6           |  |  |               |                   | 6                 | Victor Hănescu | Victor Hănescu | 3 | 2 |              |                |                |              |              |  |
|  | Andreas Petersen  | Andreas Petersen  | 4                 | 7           | 4           |  |  |               | Frederik Nielsen  | 6                 | 2              | 3              |   |   |              |                |                |              |              |  |
|  | 6                 | Victor Hănescu    | 3                 | 6           | 6           |  |  | 6             | Victor Hănescu    | 4                 | 6              | 6              |   |   |              |                |                |              |              |  |
|  |                   | Soren Spanner     | 6                 | 4           | 4           |  |  |               |                   |                   |                |                |   |   |              |                |                |              |              |  |

### Sezione 3
|  | Primo turno      | Primo turno      | Primo turno      | Primo turno | Primo turno |  |  | Secondo turno    | Secondo turno    | Secondo turno    | Secondo turno    | Secondo turno    |   |   | Ultimo turno    | Ultimo turno    | Ultimo turno    | Ultimo turno | Ultimo turno |  |
|  |                  |                  |                  |             |             |  |  |                  |                  |                  |                  |                  |   |   |                 |                 |                 |              |              |  |
|  | 3                | Jurij Ščukin     | Jurij Ščukin     | 6           | 6           |  |  |                  |                  |                  |                  |                  |   |   |                 |                 |                 |              |              |  |
|  |                  | Daniel Elsner    | Daniel Elsner    | 2           | 3           |  |  | 3                | Jurij Ščukin     | 4                | 6                | 2                |   |   |                 |                 |                 |              |              |  |
|  | Robin Söderling  | Robin Söderling  | Robin Söderling  | 7           | 6           |  |  |                  | Robin Söderling  | 6                | 1                | 6                |   |   |                 |                 |                 |              |              |  |
|  | Nicklas Timfjord | Nicklas Timfjord | Nicklas Timfjord | 5           | 1           |  |  |                  |                  |                  |                  |                  |   |   | Robin Söderling | Robin Söderling | Robin Söderling | 4            | 63           |  |
|  | Dominique Coene  | Dominique Coene  | Dominique Coene  | 6           | 6           |  |  |                  |                  | Denis Gremelmayr | Denis Gremelmayr | Denis Gremelmayr | 6 | 7 |                 |                 |                 |              |              |  |
|  | František Čermák | František Čermák | František Čermák | 1           | 0           |  |  | Dominique Coene  | Dominique Coene  | 3                | 6                | 4                |   |   |                 |                 |                 |              |              |  |
|  |                  | Denis Gremelmayr | Denis Gremelmayr | 6           | 6           |  |  | Denis Gremelmayr | Denis Gremelmayr | 6                | 2                | 6                |   |   |                 |                 |                 |              |              |  |
|  | 5                | Noam Behr        | Noam Behr        | 3           | 1           |  |  |                  |                  |                  |                  |                  |   |   |                 |                 |                 |              |              |  |

### Sezione 4
|  | Primo turno    | Primo turno         | Primo turno    | Primo turno | Primo turno |  |  | Secondo turno       | Secondo turno       | Secondo turno       | Secondo turno  | Secondo turno  |   |   | Ultimo turno   | Ultimo turno   | Ultimo turno   | Ultimo turno | Ultimo turno |  |
|  |                |                     |                |             |             |  |  |                     |                     |                     |                |                |   |   |                |                |                |              |              |  |
|  |                | Marcelo Charpentier | 64             | 6           | 6           |  |  |                     |                     |                     |                |                |   |   |                |                |                |              |              |  |
|  | 4              | Vasilīs Mazarakīs   | 7              | 4           | 2           |  |  | Marcelo Charpentier | Marcelo Charpentier | Marcelo Charpentier | 64             | 0              |   |   |                |                |                |              |              |  |
|  | Radek Štěpánek | Radek Štěpánek      | 65             | 6           | 6           |  |  | Radek Štěpánek      | Radek Štěpánek      | Radek Štěpánek      | 7              | 6              |   |   |                |                |                |              |              |  |
|  | Filip Prpic    | Filip Prpic         | 7              | 0           | 1           |  |  |                     |                     |                     |                |                |   |   | Radek Štěpánek | Radek Štěpánek | Radek Štěpánek | 6            | 6            |  |
|  | Daniel Schalén | Daniel Schalén      | Daniel Schalén | 6           | 6           |  |  |                     |                     | Johan Örtegren      | Johan Örtegren | Johan Örtegren | 3 | 3 |                |                |                |              |              |  |
|  | Rasmus Norby   | Rasmus Norby        | Rasmus Norby   | 1           | 4           |  |  | Daniel Schalén      | Daniel Schalén      | Daniel Schalén      | 3              | 2              |   |   |                |                |                |              |              |  |
|  |                | Johan Örtegren      | 2              | 7           | 6           |  |  | Johan Örtegren      | Johan Örtegren      | Johan Örtegren      | 6              | 6              |   |   |                |                |                |              |              |  |
|  | 7              | Bjorn Rehnquist     | 6              | 65          | 4           |  |  |                     |                     |                     |                |                |   |   |                |                |                |              |              |  |